# Diecezja Puno
Diecezja Puno (łac. Dioecesis Puniensis) – diecezja Kościoła rzymskokatolickiego w Peru. Należy do archidiecezji Arequipa. Została erygowana 7 października 1861 roku przez papieża Piusa IX bullą In procuranda universalis Ecclesiae.

## Ordynariusze
- Marriano Chaco y Becerra (1861 - 1864)
- Juan María Ambrosio Huerta (1864 - 1873)
- Pedro José Chávez (1875 - 1879)
- Juan Capistrano Estévanes OFM (1880)
- Ismaele Puirredon (1889 - 1907)
- Valentino Ampuero CM (1909 - 1919)
- Fedele Cosio y Medyna (1923 - 1933)
- Salvatore Herrera y Pinto OFM (1933 - 1948)
- Alberto Maria Dettmann y Aragón OP (1948 - 1959)
- Julio González Ruiz SDB (1959 - 1972)
- Jesús Mateo Calderón Barrueto OP (1972 - 1998)
- Jorge Pedro Carrión Pavlich (od 2000)